# Stenocionops furcatus
Stenocionops furcatus is een krabbensoort uit de familie van de Majidae. De wetenschappelijke naam van de soort is voor het eerst geldig gepubliceerd in 1791 door Olivier.